# Lignières-en-Vimeu
Lignières-en-Vimeu är en kommun i departementet Somme i regionen Hauts-de-France i norra Frankrike. Kommunen ligger i kantonen Oisemont som tillhör arrondissementet Abbeville. År 2022 hade Lignières-en-Vimeu 112 invånare.

## Befolkningsutveckling
Antalet invånare i kommunen Lignières-en-Vimeu
| Referens: INSEE |